# Władysław Klemczak
Władysław Klemczak (ur. 30 listopada 1908 w Werne koło Bochum lub w Miejskiej Górce, zm. 20 października 1939 w Legionowie) – polski lekkoatleta, specjalista skoku o tyczce, mistrz Polski, z wykształcenia lekarz.

## Życiorys
Ukończył gimnazjum w Rawiczu w 1929, a następnie Wydział Lekarski Uniwersytetu Poznańskiego w 1936.
Jako lekkoatleta startował w skoku o tyczce na akademickich mistrzostwach świata w 1935 w Budapeszcie, gdzie zajął 6. miejsce z wynikiem 3,60 m.
Był mistrzem Polski w skoku o tyczce w 1936 oraz brązowym medalistą w 1937 i 1938. Był też złotym medalistą halowych mistrzostw Polski w 1938 i srebrnym w 1937.
W latach 1935–1938 wystąpił w czterech meczach reprezentacji Polski, bez zwycięstw indywidualnych.
Rekord życiowy Klemczaka w skoku o tyczce wynosił 3,94 m (22 września 1935 w Poznaniu).
Był zawodnikiem Rawickiego KS (1923–1925) i AZS Poznań (1926–1938).
Ukończył Szkołę Podchorążych Rezerwy Artylerii we Włodzimierzu Wołyńskim (1929–1930). Od 1933 był podporucznikiem rezerwy w 7 pułku artylerii ciężkiej w Poznaniu. W kampanii wrześniowej walczył w składzie I batalionu 56 pułku piechoty wielkopolskiej. Ranny w obronie Modlina, zmarł z ran 20 października 1939 w Legionowie. Jest pochowany na Cmentarzu Wojskowym na Powązkach (kwatera C27-1-1).